# Жак, Фелипе
Фелипе Жак Озилио Морейра Пачеко (порт.-браз. Fellipe Jack Ozilio Moreira Pacheco); более известный, как Фелипе Жак (порт.-браз. Fellipe Jack) род. 12 января 2006, Сан-Паулу) — итальянский футболист бразильского происхождения, защитник клуба «Комо».

## Клубная карьера
Жак — воспитанник клубов «Португеза Деспортос» и «Палмейрас». В 2024 году Фелипе на правах аренды перешёл в итальянский «Комо». 24 ноября в матче против «Фиорентины» он дебютировал в итальянской Серии A.